# السا واتسولر
السا واتسولر (ایتالیایی: Elsa Vazzoler؛ ‏ ۱۰ مه ۱۹۲۰ – ۸ اوت ۱۹۸۹) بازیگر اهل ایتالیا بود.
از فیلم‌ها یا برنامه‌های تلویزیونی که وی در آن نقش داشته‌است، می‌توان به جنگ بزرگ، فاشیست، نجیب و پاکدامن، همسر شهرآشوب، من می‌کشم، تو می‌کشی، سیاهرگ طلایی، رئیس پلیس پپه، همسر زیبای میلر، چگونه از دست زن خلاص شده، یک معشوقه پیدا کنیم، نامه‌های یک تازه‌کار، سیه‌پر نر و هیکل دختر زیبا اشاره کرد.